# ヤンマル山
ヤンマル山（ヤンマルさん、朝鮮語: 양말산）は、大韓民国ソウル特別市永登浦区汝矣島の、現在の国会議事堂の場所に、かつて存在していた山。
かつてはこの山に牧場を設けて羊や馬を育てていたため、ヤンマ山（養馬山、羊馬山、양마산）と呼ばれ、後にヤンマル山（「マル」は「馬」を意味する朝鮮語の固有語である）と称されるようになった。また、麓の平地はヤンマル原（양말벌）と呼ばれていた。
この山の高さは海抜およそ190mであった。 汝矣島は漢江の中の島であるが、この山は水害を免れる場所であったため、それが現在の「汝矣島」の地名の由来となったとする説もある。
現在は、この山を削った場所に、国会議事堂が建設されている。